# Iglesia de Santa Catalina de Jarafuel
La Iglesia de Santa Catalina Mártir, ubicada en el municipio de Jarafuel, Valencia, es un Bien de interés cultural protegido con el número de inventario 46.144-9999-000003, y clasificada como un Monumento de interés local en la Segunda Sección de Bienes Inmuebles. Esta iglesia está dedicada a santa Catalina de Alejandría, una mártir cristiana ampliamente venerada por su sabiduría y valentía en la defensa de su fe. Este monumento es un símbolo del patrimonio religioso de la comarca del Valle de Cofrentes-Ayora y de la Comunidad Valenciana.

## Historia y orígenes

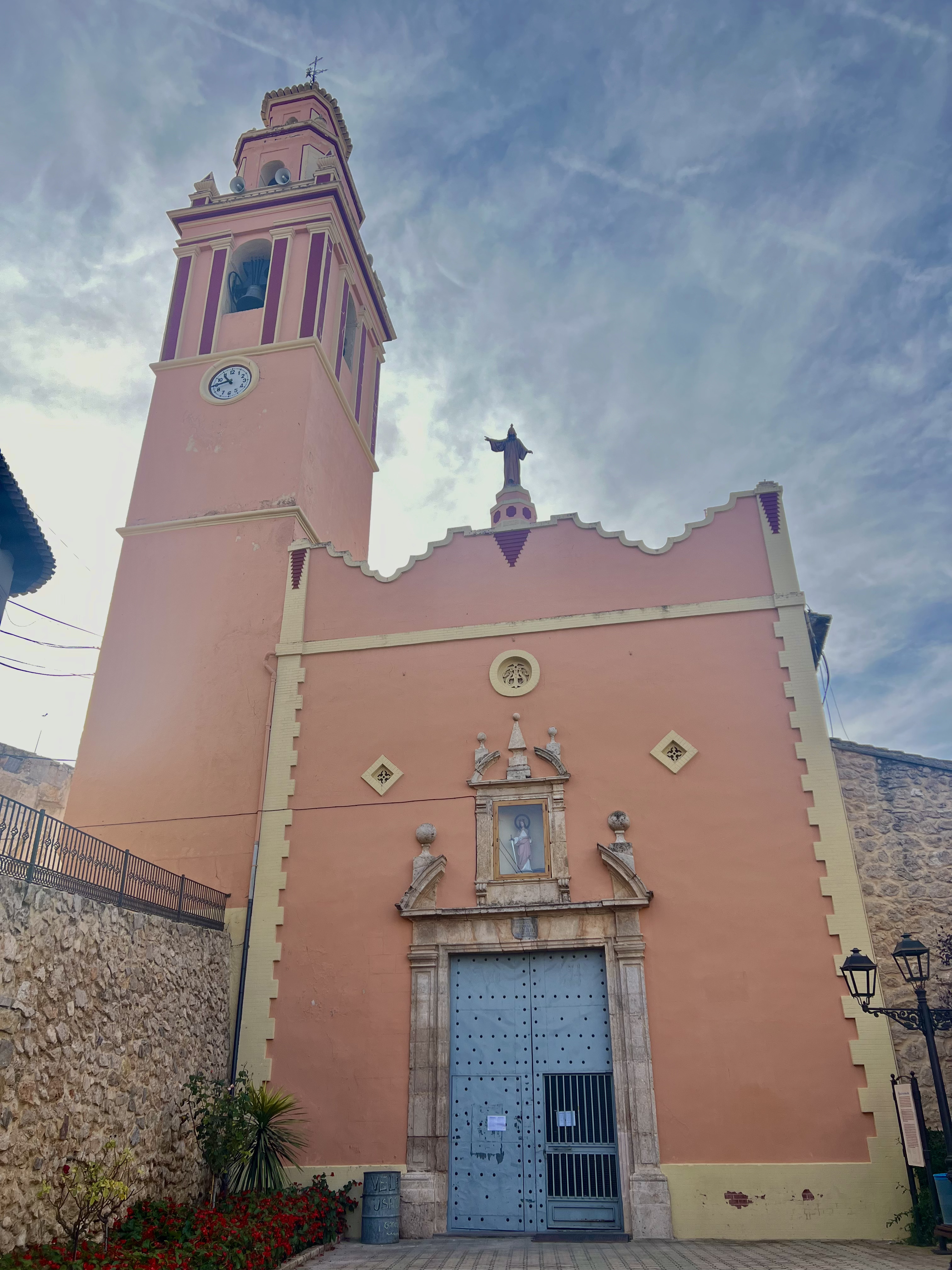
Fachada De la Iglesia de Santa Catalina Mártir (Jarafuel)

La iglesia de Santa Catalina Mártir, ubicada en el núcleo de Jarafuel, se erige como un símbolo del patrimonio cultural, histórico y religioso de la localidad. Construida de nueva planta durante el siglo XVII y finalizada en 1689, es la tercera iglesia en el Valle de Cofrentes levantada con estas características. Su diseño, siguiendo los patrones estéticos del orden dórico, integra elementos barrocos adaptados a la arquitectura rural valenciana.
Antes de la construcción de esta iglesia, los actos litúrgicos se celebraban en una mezquita musulmana situada al sur del Castillo de Jarafuel. Este edificio, transformado en lugar de culto tras la conquista cristiana, funcionó como el principal templo del municipio hasta que la necesidad de una nueva iglesia, impulsada por la repoblación cristiana, dio lugar al proyecto que culminaría a finales del siglo XVII. Según Pascual Madoz, incluso tras la consagración de la nueva iglesia en 1689, la antigua mezquita permaneció en pie cerca de las ruinas del castillo, aunque fue destinada a usos profanos.
La Iglesia de Santa Catalina Mártir es, además de un espacio de culto religioso, un testimonio vivo de la historia y la transformación cultural de Jarafuel. Su arquitectura, rica en simbolismo y detalle, y su papel central en la vida comunitaria, la convierten en un lugar de gran valor histórico y espiritual, reflejando la transición de la identidad musulmana a una profunda fe cristiana en el Valle de Cofrentes-Ayora.

## Descripción

### Exterior
Al exterior, la fachada de la Iglesia de Santa Catalina Mártir destaca por su sobriedad y simetría, reflejo del barroco austero que caracteriza muchas iglesias de ámbito rural en España. Diseñada para transmitir un sentido de orden y monumentalidad dentro de un contexto funcional, presenta elementos arquitectónicos que, aunque sencillos, logran imprimir solemnidad y atractivo al conjunto.

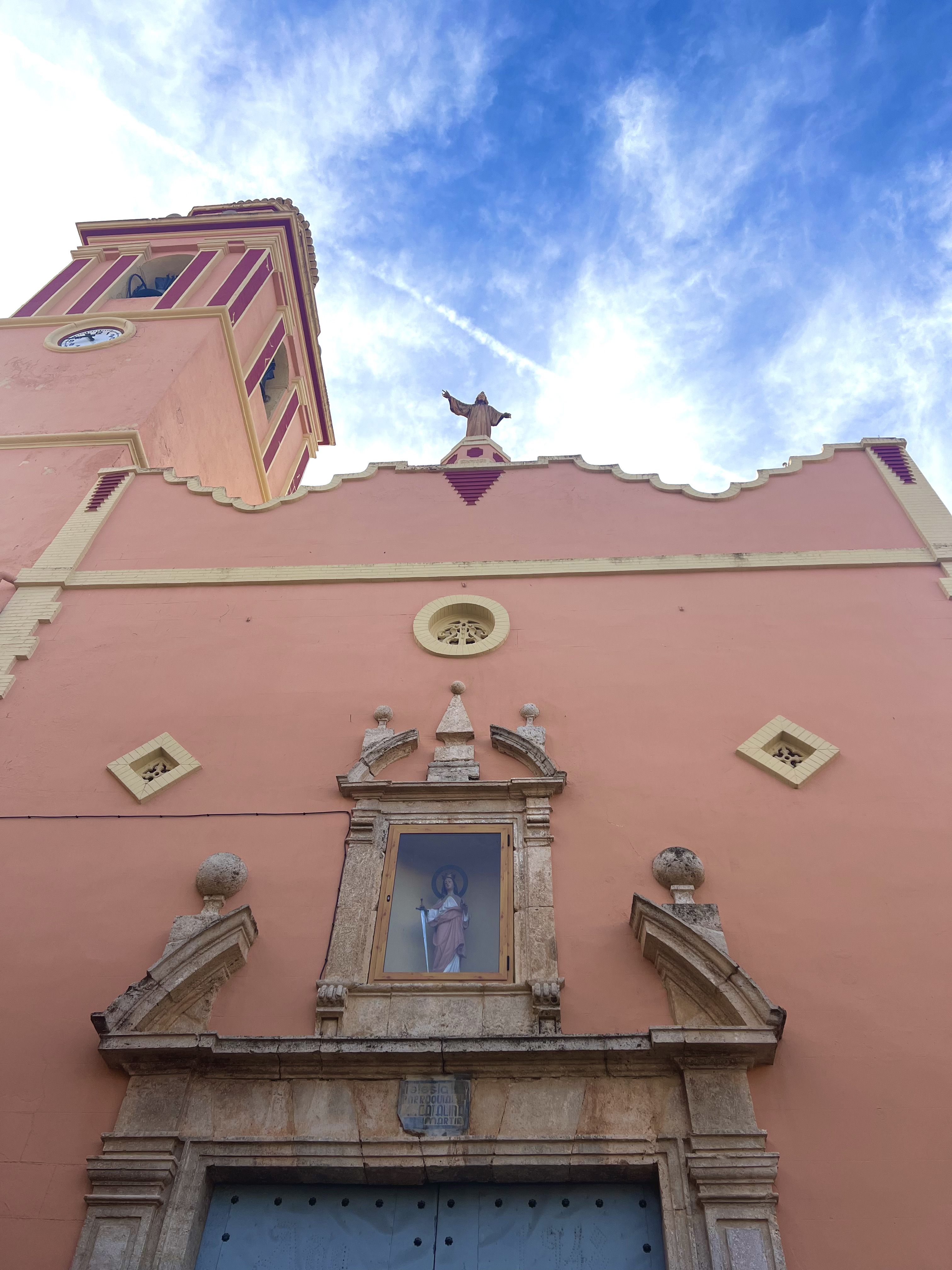
Fachada De la Iglesia de Santa Catalina Mártir (Jarafuel)

El elemento central de la fachada es la puerta principal, que se convierte en el foco visual. Esta está enmarcada por pilastras verticales de orden toscano, que aportan un aire clásico y robusto. Sobre la puerta se sitúa un dintel que sustenta un frontón triangular interrumpido, en cuyo centro se encuentra una vitrina que alberga una estaturilla de la mártir y patrona de la edificación, y que se encuentra a su vez flanqueada por pequeñas pilastras de orden toscano, tratando de esta manera reproducir a pequeña escala la puerta principal del templo. Este diseño crea un acceso imponente pero proporcionado al tamaño del edificio, invitando al recogimiento desde el exterior.
Flanqueando la puerta, es posible encontrar elementos decorativos como molduras, óculos y elementos geométricos, que, aunque discretos, enriquecen el diseño sin sobrecargarlo. Estos detalles se integran en la composición general, respetando el carácter sencillo pero digno que define la iglesia.
Otro elemento destacado de la fachada es la torre campanario, situada en el lado izquierdo del edificio, lo que añade dinamismo y verticalidad al conjunto. Se estructura en tres cuerpos, separados por molduras o cornisas horizontales que marcan la transición entre los niveles. En su último cuerpo, se alojan los vanos para las campanas, enmarcados por arcos que aligeran visualmente la estructura. La torre está coronada por un chapitel, posiblemente piramidal, que culmina el diseño con elegancia y conecta el edificio con el cielo, un recurso simbólico que enfatiza la función religiosa del edificio. La torre se convierte en una característica distintiva que permite identificar la iglesia desde distintos puntos del municipio.
El material constructivo de la fachada está dominado por la piedra y el ladrillo, típicos de las iglesias rurales de la región. Estos materiales no solo reflejan los recursos locales disponibles en el momento de su construcción, sino que también aportan al edificio un aire rústico y sólido que lo integra perfectamente en el entorno. Además, los tonos cálidos de la piedra y el ladrillo contribuyen a una sensación de proximidad y armonía visual.

### Planta y Alzado Interior

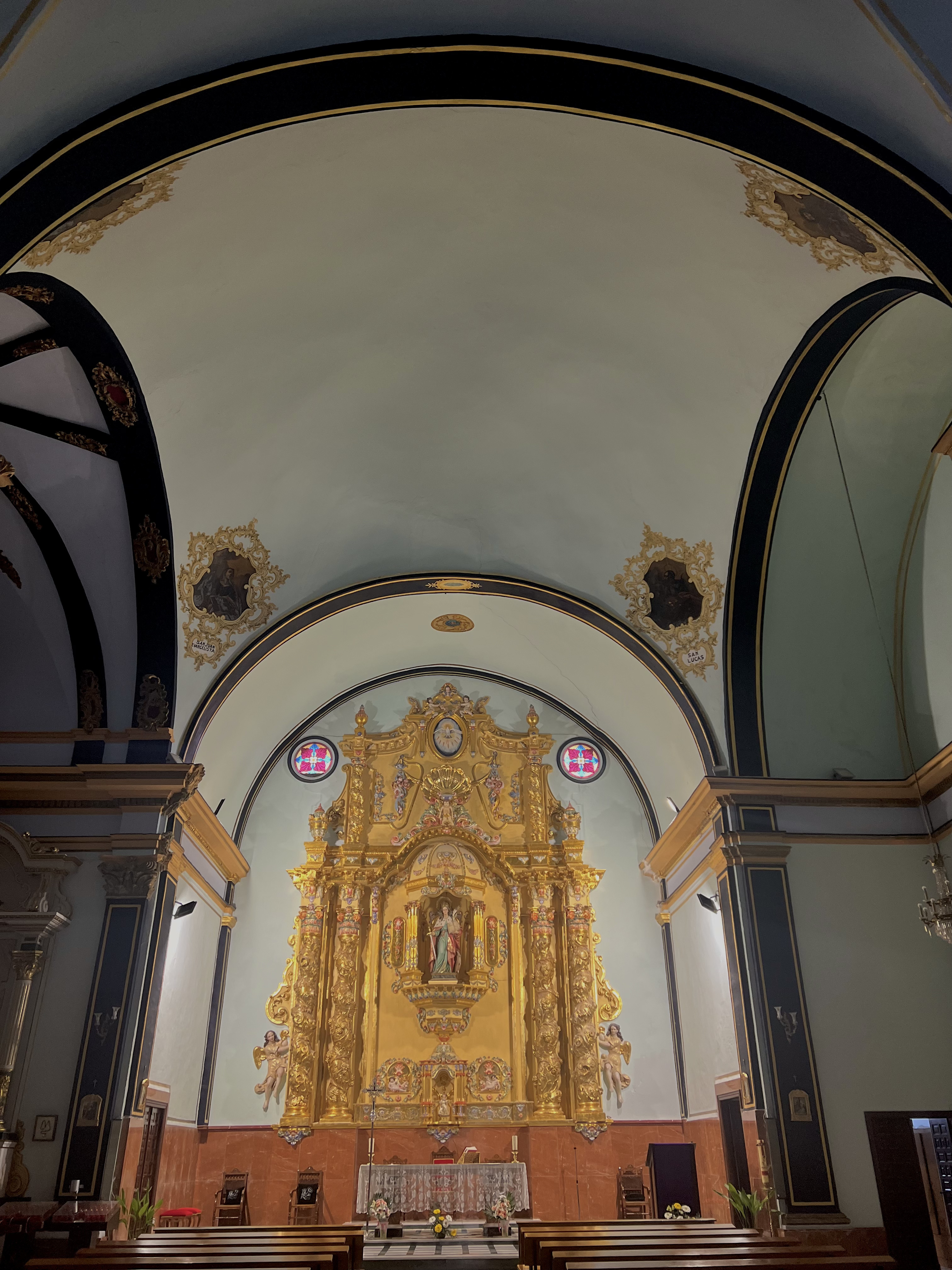
Interior De la Iglesia de Santa Catalina Mártir (Jarafuel)

Por su parte, el interior se organiza a partir de una planta de cruz latina, que permite una clara distribución de los espacios litúrgicos. La nave central está dividida en tramos por arcos fajones, que sostienen la cubierta abovedada. Estos arcos descansan sobre pilastras o columnas adosadas que articulan la verticalidad del espacio y aportan ritmo a la estructura.
La bóveda de cañón con lunetos cubre la nave principal, permitiendo la inclusión de ventanas o claraboyas que iluminan el interior de la iglesia. Este juego de luces y sombras realza los detalles decorativos y contribuye a la atmósfera solemne del espacio.
En el crucero, punto de intersección entre la nave y el transepto, se interrumpe la bóveda de cañón introduciendo un tramo de bóveda baída, en cuyas pechinas encontramos pinturas al fresco que representan a los cuatro Evangelistas. 
A lo largo de la nave, entre los contrafuertes, se disponen siete capillas laterales. Estas capillas sirven como espacios de devoción individual y están dedicadas a santos específicos o advocaciones marianas. Cada capilla está ornamentada mediante retablos barrocos y altares, que combinan elementos escultóricos, dorados y policromados.

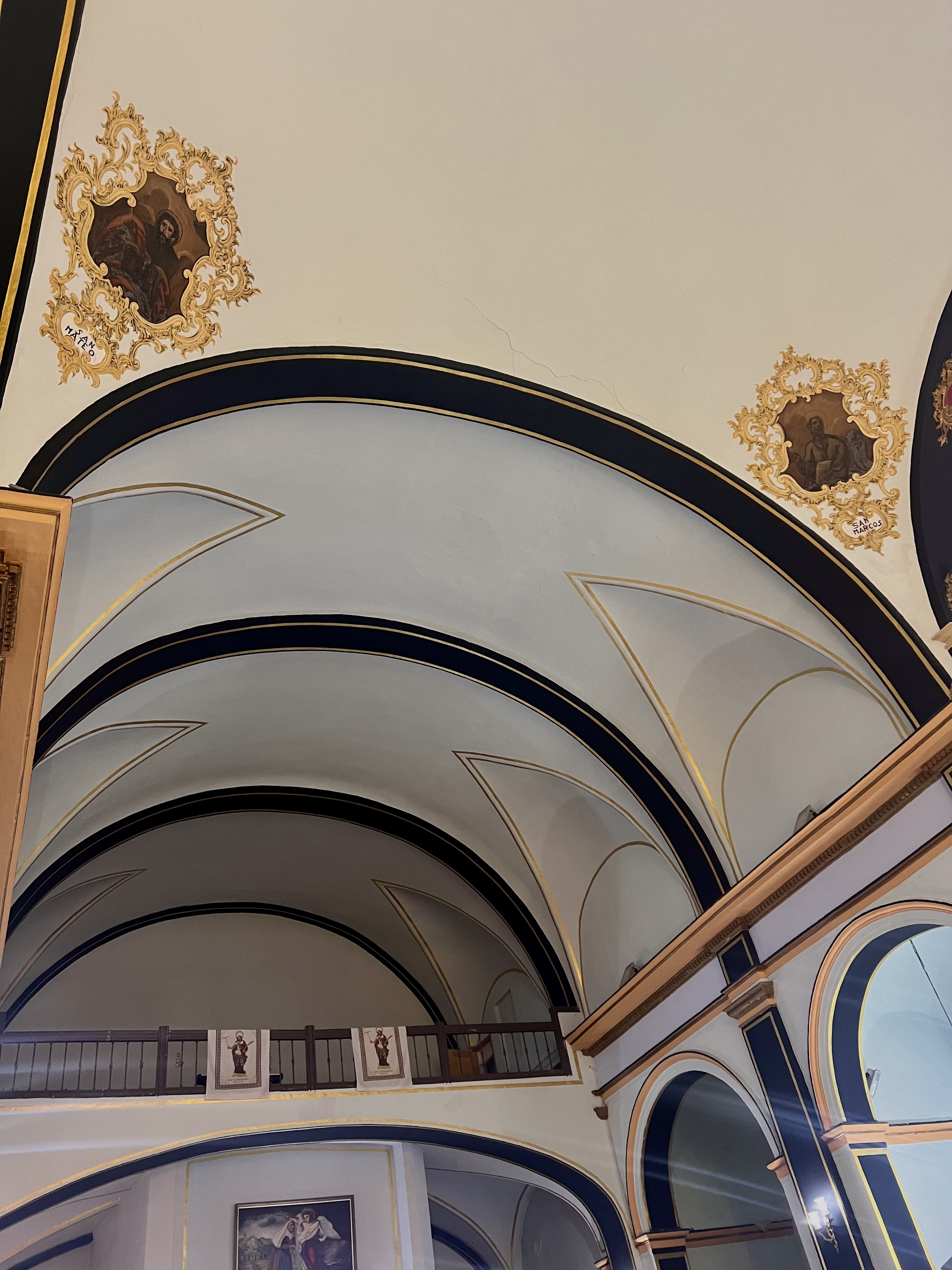
Interior De la Iglesia de Santa Catalina Mártir (Jarafuel)

El presbiterio, ubicado en la cabecera, es el espacio más destacado del interior, reservado para las ceremonias litúrgicas principales. Está presidido por un retablo mayor, que constituye la pieza central del diseño decorativo. Este retablo, elaborado en estilo barroco, combina columnas salomónicas, relieves, esculturas y detalles dorados. Dedicado a Santa Catalina Mártir, contiene una estaturilla de la patrona en su centro, exaltando su figura como modelo de fe y devoción.
El altar mayor está elevado respecto al resto de la nave, lo que refuerza su importancia simbólica como punto de unión entre lo terrenal y lo divino. En este espacio es posible encontrar elementos litúrgicos de valor artístico, como candeleros, custodias o relicarios, que enriquecen aún más el conjunto.

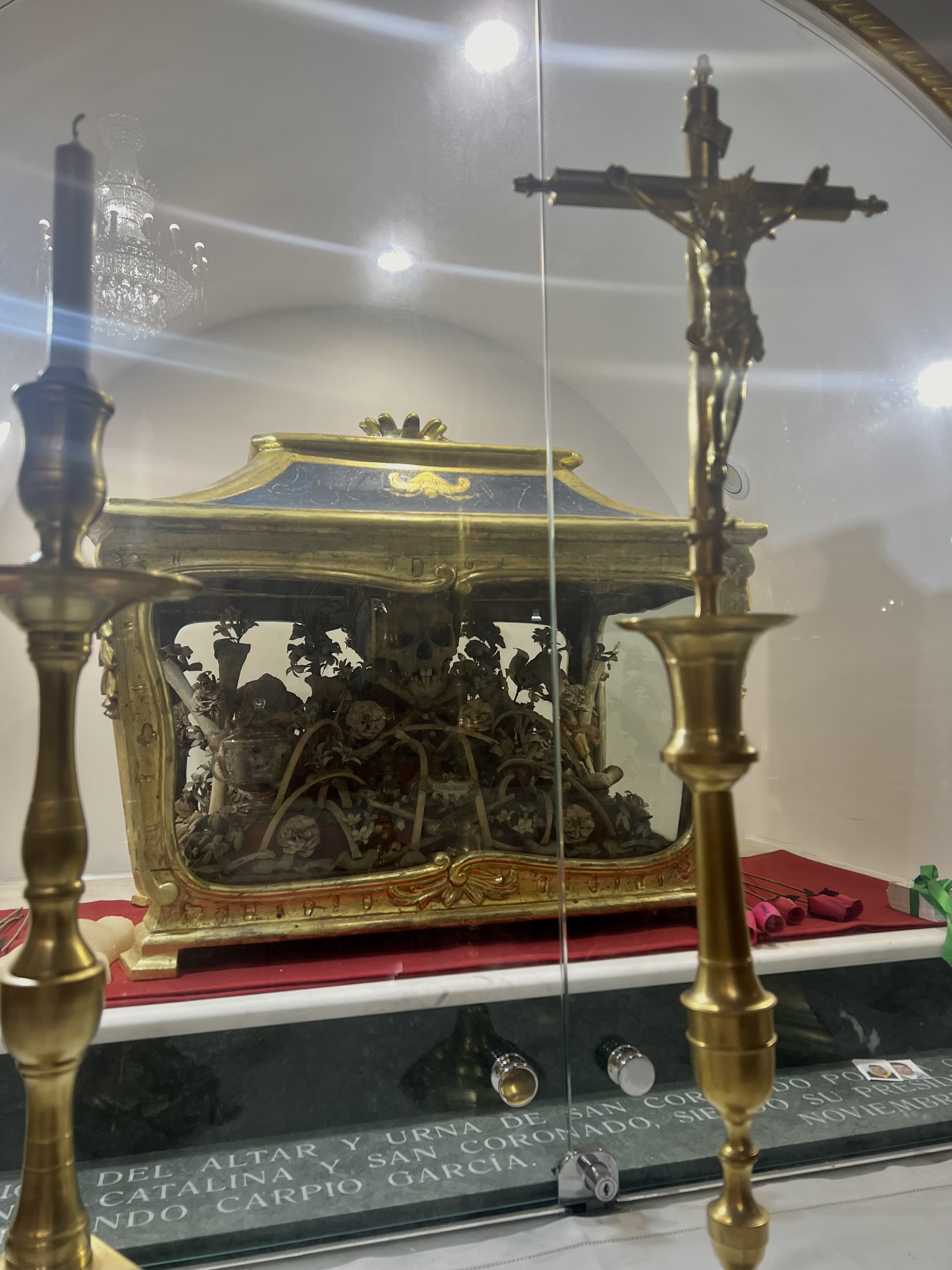
Relicario con los restos de "San Coronado" (Jarafuel)

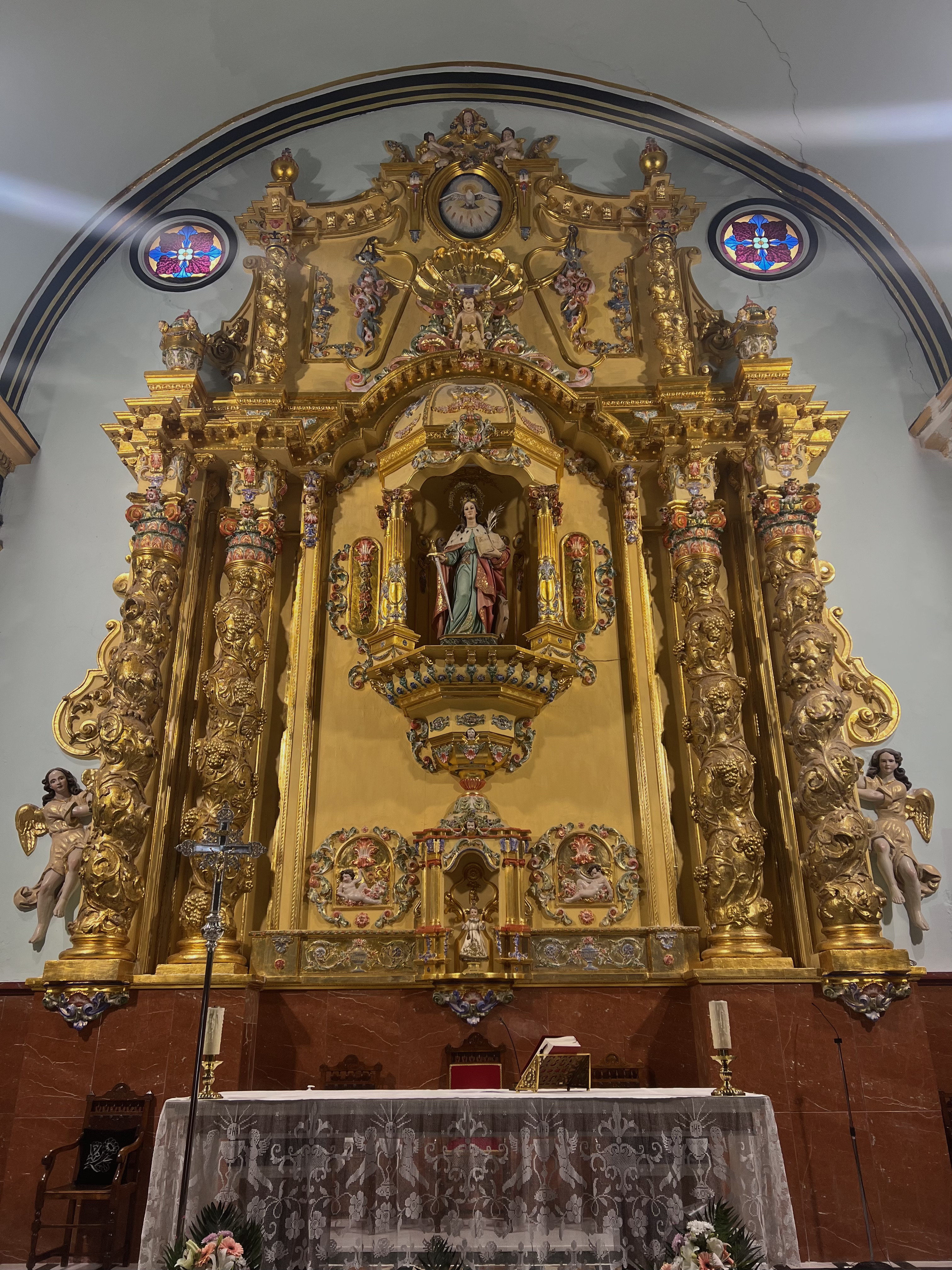
Retablo Mayor De la Iglesia de Santa Catalina Mártir (Jarafuel)

### Capillas y retablos
La estructura de la iglesia actual consta de una nave central y siete capillas laterales, que albergan un total de diez retablos, además del altar mayor, donde se encuentra la figura de Santa Catalina, patrona del templo.
En su interior, en una de las capillas se encuentra uno de los elementos más destacados; el relicario que conserva parte de los restos de un mártir romano cuya llegada a Jarafuel en 1770 estuvo marcada por una historia única. Estas reliquias fueron traídas desde Roma por el franciscano fray Pedro Martínez Bañogil, nacido en Jarafuel en 1725, quien gestionó su traslado durante su misión pastoral. Inicialmente obtenidas con el permiso del Papa Clemente XIII, y finalmente autorizadas por su sucesor, Clemente XIV, estas reliquias se convirtieron en el centro de una devoción popular que consolidó rápidamente al mártir como patrón de la localidad. Su nombre original se perdió en el tiempo, lo que llevó al propio fraile a colocar una corona de espinas sobre los restos del mártir mientras le otorgaba un nuevo nombre: "San Coronado". Desde ese momento, el pueblo de Jarafuel lo ha venerado bajo este nombre hasta la actualidad.